# 比克托·博尔哈
比克托·乌戈·博尔哈·莫尔卡（西班牙語：Víctor Hugo Borja Morca，1912年7月18日—1954年11月8日），生于瓜达拉哈拉，墨西哥男子篮球运动员。他曾代表墨西哥获得1936年夏季奥运会篮球比赛男子铜牌。